# Jean Bergonie
Jean Bergonie (Casseneuil, 1º ottobre 1857 – 2 gennaio 1925) è stato un medico francese.
Insieme a Louis Tribondeau formulò, nel 1906, la Legge di Bergonie e Tribondeau sulla radiosensibilità degli organismi viventi.